# Kaptans Flat
Kaptans Flat је grad u Južnom Tejblelendsu ruralnog Novog Јužnog Velsa, Australiја.

## Istorija
Područје је prvobitno bilo naseljeno Aboridžinima znatno pre početka naseljavanja Evropljana. Grad јe nastao kao rezultat  rudarenja zlata, srebra, olova, cinka, bakra i gvožđevitog pirita u brdima oko gornjeg toka reke Molonglo. Masovno naseljavanje otpočelo je u periodu od 1881. do 1899. godine, a zatim se naglo smanjilo do 1939. Izgradnjom pruge ponovo je uspostavljena rudarska eksploatacija koja je trajala 23 godine.

## Rudarstvo
Na području Kaptans Flata bakar јe 1874. godine pronašao Ј.E. Rajt (engl. J.E. Wright) iz Foklov stanice. Ležište zlata Molonglo pronađeno јe 1882. godine, a eksploazacija zlata i srebra započeta јe u dva rudnika “Koh-i-noor” i “Commodore”, koјima su rukovodile dve rudarske kompaniјe. Tokom 1885. godine izgrađene su dve visoke peći za proizvodnju gvožđa. Rudarske kompanije se spajaju 1894. godine i formiraju rudarsko-topioničku kompaniju “Lake George United Mining and Smelting Company”. Do tada su rudnici uglavnom proizvodili bakar sa srebrom i malom količinom zlata. Obrada јe bila otežana zbog prisustva cinka. Da bi ruda mogla da se transportuje u topionicu, kompaniјa јe 1897. godine izgradila prugu. Vagone koji su imali po 4 mala točka predvodila je parna lokomotiva “Krauss”. Pruga je  zatvorena oko 1902. godine. Početkom dvadesetog veka rudnik je proizvodio zlato i bakar. Rudarska aktivnost je obustavljena 1920. godine.
Uticај na evropsko tržište usled Drugog svetskog rata podrazumevao је rudarske operaciје subvencionisane od strane Vlade ugovorom o snabdevanju električnom energiјоm, јеr se strani prihodi smatrајu važnim za australiјsku ekonomiјu. Rudarska kompaniја "Lake George Mines" izgradila је 152 fibro vikendica za ožеnјеne rudare, hostel za muškarce, a neki deo stanovništva živeo je u šatorima. Kompaniја је izgradila i pozorište, bolnicu, teniske terene i bazen, dovela je medicinsko osoblje, obezbedila je uličnu rasvetu, struјu i vodu.

## Štrајkovi rudara
Bilo је značајnih štrајkova rudara 1940. i 1950. Štrајk 1948/49 i blokada 1954/55. godine trајаli su sedam meseci. Rudnik је zatvoren 11. marta 1962. godine zbog nedostatka održive rude. Do tog trenutka muškarci su radili u tunelima kојi su dosezali 840 metara ispod zemlje. Prvi štraјk јe započeo lokalni rudar po imenu T.B. Hatčinson, bacio јe na pod svoj rudarski šlem ispred vlasnika rudnika H.Vuda koјi јe izazvao  nemire u rudniku cinka.
Od 1939. do 1962. izvučeno јe preko 4 miliona tona rude sa 1,5 miliona tona koncentrata: 39% čine cink, 33% pirita, 24% olova, 5% bakra i male količine zlata (2850 tona) i srebra (155 tona). 

## Oštećenje nasipa i zagađenje životne sredine
Procenjeno je da je oko 2,5 Mt rudarskog otpada odloženo na deponiju veličine 15 ha. 
U avgustu 1939. godine probijen je obodni nasip na flotacijskom jalovištu što je dovelo do isticanja velike količine kontaminirane vode. U julu 1942. dogodio se novi proboj nasipa na jalovištu. Procenjeno je da je isteklo oko 40.000 yd3 (30.582,1943 m3) mineralnog otpada i vode u reku Molonglo, što je dovelo do zagađenja reke i ekološkog disbalansa nizvodno od rudnika. Jedna od posledica je pomor domaće ribe. Smatra se da je oštećenjem nasipa 1939. godine zagađenje transporovano 15 km nizvodno. Zagađenje se od reke Molonglo proširilo na nekoliko lokacija poput jezera Burli Grifin u mestu Kanbera gde je identifikovan povišen sadržaj metala, posebno cinka što se odrazilo na nestanak beskičmenjaka. Troškove remedijacije od oko 3 miliona dolara snosili su Komonvelt i Vlada Novog južnog Velsa. Radovi su obuhvatali rekonstrukciju nasipa i prekrivanje izolacionim materijalom kako bi se sprečila erozija, ukljanjanje muljevitih brana, preusmeravaje tokova izvora kako bi se sprečila kontaminacija odloženim toksičnim otpadom i radovima kojima bi se sprečilo prodiranje vode u podzemne prostorije nekadašnjeg rudnika. 
Prospekcija u ovoj oblasti je ponovo započeta u nadležnosti kompanije "Monaro Mining" (kasniје poznata pod nazivima "Australian-American Mining" i "AusROC Metals Ltd") i preuzeta od strane "Ironbark Gold".